# Brian Jensen
Brian Jensen (Copenhague, Dinamarca, 8 de junio de 1975), exfutbolista danés. Jugaba de portero. Tras su retiro, comenzó su carrera como entrenador de porteros.

## Trayectoria
Surgido de las inferiores del Boldklubben af 1893, en el club solo llegó a disputar dos partidos desde su ascenso al primer equipo en 1993 hasta 1997 año en el cual fue vendido al AZ Alkmaar.
Jensen llegó al West Bromwich Albion en marzo del 2000, proveniente del AZ Alkmaar por una cifra que rondaba las 80.000 libras.
El 30 de junio de 2003 fue contratado como agente libre por el Burnley. En el Burnley disputó un total de 271 partidos por liga a lo largo de sus diez años en el club.
El 2 de septiembre de 2013 firmó un contrato limitado hasta enero de 2014 con el Bury. Después de 27 partidos, el Bury, decidió extender su vínculo hasta fin de temporada.
El 24 de mayo de 2014 es fichado como agente libre por el Crawley Town. Firmó un contrato por un año.

## Clubes
| Club                   | País              | Año         | PJ  |
| ---------------------- | ----------------- | ----------- | --- |
| Boldklubben af 1893    | Dinamarca         | 1993 - 1997 | 2   |
| AZ Alkmaar             | Holanda           | 1997 - 2000 | 1   |
| Hvidovre IF (Préstamo) | Dinamarca         | 1997 - 1998 | 1   |
| West Bromwich Albion   | Inglaterra        | 2000 - 2003 | 46  |
| Burnley                | Inglaterra        | 2003 - 2013 | 271 |
| Bury                   | Inglaterra        | 2013 - 2014 | 36  |
| Crawley Town           | Inglaterra        | 2014 -2015  | 0   |
| Mansfield Town         | Inglaterra        | 2015-2017   |     |
| Crusaders              | Irlanda del Norte | 2017-2018   |     |